# Disjunktni množici
Disjunktni ali tuji  množici sta množici, ki imata prazen presek, torej: {\displaystyle A\cap B=\emptyset }. To pomeni, da množici nimata nobenega skupnega elementa. 
Zgled tujih množic sta A = {1,2,3} in B = {10,11,12}.
Disjunktost lahko preučujemo tudi za več množic., da so dane množice disjunktne (oziroma tuje), če nimajo nobenega skupnega elementa, tj. če je presek vseh danih množic prazen. 
Zanimivost: če so dane množice tuje, to še ne pomeni nujno, da so tudi paroma tuje. 
Zgled za to so množice A={1,2,3}, B={3,4,5}, C={1,5}. Njihov presek je prazen, ker nobeno število ne leži v vseh treh množicah. Preseki po dveh od danih množic pa niso prazni.